# Melanolophia sadrinaria
Melanolophia sadrinaria är en fjärilsart som beskrevs av Frederick H. Rindge 1964. Melanolophia sadrinaria ingår i släktet Melanolophia och familjen mätare. Inga underarter finns listade i Catalogue of Life.

## Bildgalleri

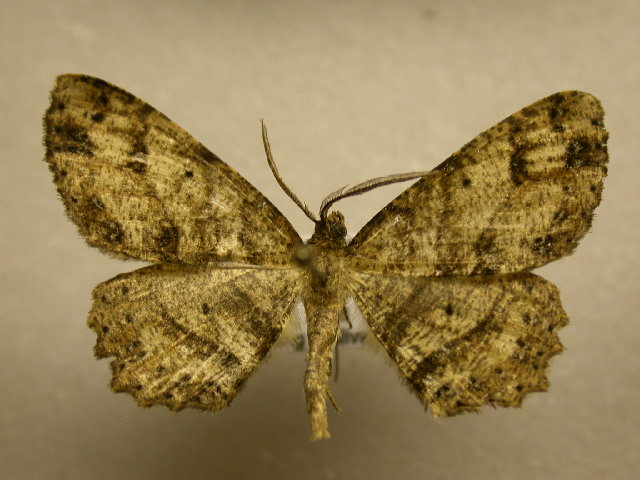
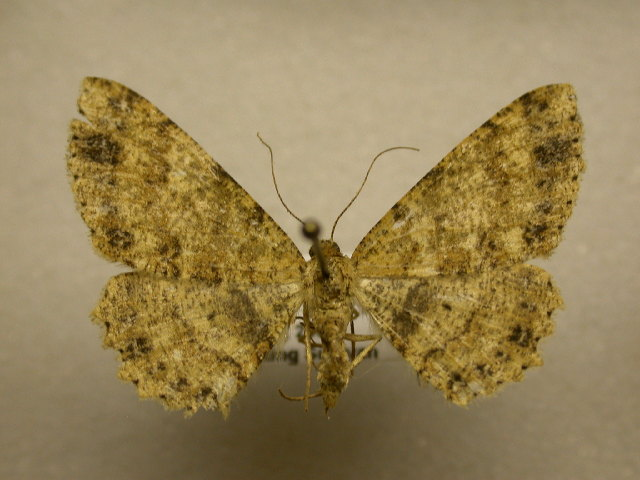